# Estádio Municipal de Concepción
O Estádio Municipal de Concepción, também conhecido como Estádio Collao, é um estádio de futebol localizado na cidade de Concepción, no Chile.
Também já sediou partidas do Campeonato Mundial de Futebol Sub-20 de 1987, da Copa América de 1991 e do Torneio Pré-Olímpico Sul-Americano Sub-23 de 2004. 